# Pellaea malabarica
Pellaea malabarica là một loài dương xỉ trong họ Pteridaceae. Loài này được Geev. ex Madhus. & Jyothi mô tả khoa học đầu tiên năm 1993.
Danh pháp khoa học của loài này chưa được làm sáng tỏ. 